# Space Probe
Space Probe (Alternativ- bzw. Untertitel A Tonal View of Times Tomorrow, Vol. 1) ist ein Jazzalbum von Sun Ra and His Arkestra. Die entweder in New York City oder in Philadelphia wohl bis 1969 entstandenen Aufnahmen erschienen als Langspielplatte 1974 auf El Saturn Records. Am 30. Juli 2011 wurden die Aufnahmen in erweiterter Form als Compact Disc auf dem britischen Label Art Yard wiederveröffentlicht.

## Hintergrund
Chronologisch gehört das Original-Album, zumindest hinsichtlich des Entstehens seines Titelstücks, in eine Reihe von Sun-Ra-Alben wie The Solar-Myth Approach, The Night of the Purple Moon und The Invisible Shield, die der Musiker um 1970 einspielte, bevor er anschließend mit dem Arkestra erstmals zu Konzerten nach Frankreich reiste (Nuits de la Fondation Maeght). Jenes Titelstück, das Sun Ra solo mit dem MiniMoog eingespielt hatte, nahm auf der LP eine ganze Plattenseite ein; „Space Probe“, war wohl eine der ersten Testaufnahmen Sun Ras mit dem Moog-Synthesizer, aufgenommen wohl schon im Jahr 1969, so Michael D. Anderson, Produzent der Neuausgabe des Albums von 2011. Auf der A-Seite befanden sich die mit Musikern des Arkestra aufgenommenen Stücke „Primitive“ und „The Conversion of J.P.“. Auf der Original-Plattenhülle war hinsichtlich der Entstehung angegeben: „Side one recorded in Chicago, 1960's, Side two recorded in Philadelphia, 1970's“, was zumindest in Bezug auf Chicago als Aufnahmeort bezweifelt werden darf.
Hartmut Geerken und Chris Trent datieren die Aufnahme von „Space Probe“ auf August 1969, die anderen Titel auf 1962 (laut Michael D. Anderson vom 29. April 1962, aus derselben Aufnahmesitzung wie When Sun Comes Out); alle Aufnahmen stammen ihrer Ansicht nach aus New York City. Auch laut den Angaben des Diskografen Tom Lord gehört „Primitive“ (auch „Dimensions in Time“) und „The Conversion of J.P.“ zum Material, das Anfang der 1960er-Jahre in New York City bei den Aufnahmen des Albums When Sun Comes Out entstanden war. Neben Sun Ra (Piano in „The Conversion of J.P.“) spielten John Gilmore (Bassklarinette, Perkussion), Marshall Allen (Flöte in „The Conversion of J.P.“), möglicherweise spielten des Weiteren Minerva Colon (Kuhglocke in „Primitive“), Pat Patrick (Congas, Perkussion), Thomas „Bugs“ Hunter (Perkussion) und ein unbekannter Congaspieler.
Das Original-Album Space Probe (bzw. A Tonal View of Times Tomorrow, Vol. 1) galt nach seiner Veröffentlichung 1974 schon bald als Rarität unter den Aufnahmen des Sun-Ra-Katalogs. Bei der Wiederveröffentlichung des Albums mit dem Untertitel A Tonal View of Times Tomorrow, Vol. 1 bei Art Yard wurde die Compact Disc um weiteres, bislang unveröffentlichtes Material ergänzt. Produzent dieses Albums war Michael D. Anderson. Es gibt fünf zusätzliche Stücke, darunter zwei seltene mit der Sängerin The[d]a Barbara: das sehr kurze, nur 47 Sekunden lange „Circle“ (auch „The Enchantress“) und das längere „Recollections of There“, beide aus dem Umfeld der Sessions 1962/63 zum Album When Sun Comes Out. „Primitive“ erschien hier in einer vervollständigten Form unter dem Titel „Earth Primitive Earth“ (wie es auch, allerdings in kürzerer Form, auf der LP Continuation zu finden war). „Solar Symbols II“ war ein Alternate Take von den Aufnahmen zu Secrets of the Sun von 1962, mit Sun Ra, Pat Patrick (Bongos) und möglicherweise mit Marshall Allen, Thomas „Bugs“ Hunter und John Gilmore (Perkussion).

## Titelliste
- Sun Ra: Space Probe (A Tonal View of Times Tomorrow, Vol. 1) (Saturn Sun Ra 14200A/B; 527)[4]

A1 The Sun Ra Arkestra: Primitive 2:30

A2 The Sun Ra Arkestra: The Conversion of J.P. 14:04

B Sun Ra: Space Probe 18:08
- Sun Ra – Space Probe: A Tonal View of Times Tomorrow, Vol. 1 (Art Yard CD 011)[5]

1. Space Probe 17:57
2. Earth Primitive Earth (Complete) 6:12
3. Circe (Clip - Alt Tk) 0:47
4. Solar Symbols II 5:05
5. Dance of the Wind 2:55
6. Recollections of There 4:51
7. Destiny 0:34
8. The Conversation of J.P 13:44

Alle Kompositionen stammen von Sun Ra.

## Rezeption
Wolf Kampmann schrieb, Alben wie Nothing Is..., The Heliocentric Worlds of Sun Ra, Black Myth, Horizon oder Space Probe würden einen unerschrockenen Nonkonformisten im Zenit seiner Schaffenskurve zeigen.
„Space Probe“, dieses frühe elektronische Meisterwerk sei eine „wunderschöne Klangexplosion, eine seltsam schöne mechanische Blüte“, meinte Michael D. Anderson in den Liner Notes der Neuausgabe des Albums. Laut den Original-Liner Notes spiegle die Musik „ein Raumschiff im Weltraum wider, das nach einem Landeplatz sucht“. Sicherlich gebe das Stück dies wieder, aber es würden auch noch viele andere Dinge auftauchen: „telepathische Vögel, Maschinen, die Philosophie diskutieren, Videospiele, die Videospiele spielen“ – dies sei all das, was man darauf hören könne. Die Magie von Ra am Synthesizer bestehe darin, dass selbst die mechanischsten Klänge eine seltsame Wärme und Schönheit hätten, und seine angeborene Musikalität verleihe dem Stück eine befriedigende Kohäsion. „Space Probe“ sei Ra in seiner experimentellen Bestform und veranschauliche seine einzigartige Art, Menschen dazu zu bringen, auf neue Weise zu hören und zu fühlen. Unter den Extratracks sei „Solar System II“ ein besonderer Genuss; Ras schrullige Dissonanz auf den Keyboards erinnere an Thelonious Monk, aber im Gegensatz zu Monk werde diese Melodie von roher, archetypischer Perkussion unterstützt, einschließlich Dosen, Kuhglocken und Stöcken.
Sean Westergaard verlieh dem Album in Allmusic dreieinhalb Sterne und meinte, Space Probe [in der Original-Version] sei ein etwas seltsames Album. Es fängt mit „Primitive“ an; im Grunde sei dies ein Perkussion-Stück mit James Jacksons Rahmentrommel und viel Handperkussion. Sonst gebe es nur ein bisschen, was am Anfang wie Bassklarinette klingt, was aber nicht lange dauere. „The Conversation of J.P.“ sei ebenfalls perkussionsorientiert, wobei zu Beginn das Flötenspiel von Marshall Allen im Vordergrund stehe. Doch dann lenke Ras Piano nach acht Minuten die Melodie in eine ganz andere Richtung, jedoch mit der gleichen Percussion-Begleitung. Ra spiele hier faszinierend, wenn auch überhaupt nicht protzig. „Space Probe“ wiederum sei ein Tour de force von Ra auf dem MiniMoog, und er demonstriere hier reichlich, dass niemand einen Moog so handhabe wie er. Es könnten die Soundeffekte eines Science-Fiction-Films aus den 1950er-Jahren sein, oder eine Demonstration, wie seltsam der MiniMoog klingen kann. Dies sei nicht einfach zu hören, aber trotzdem ziemlich umwerfend für diejenigen mit der entsprechen Offenheit für Experimentelles.